# 孜托镇
孜托镇，是中华人民共和国西藏自治区昌都市洛隆县下辖的一个乡镇级行政单位。

## 行政区划
孜托镇下辖以下地区：
孜托社区、尼亚村、夏果村、格亚村、加日扎村、然昌村、德通村、古曲村、达贡村和中松村。